# Parc au trésor
Le parc au trésor (finnois : Aarrepuisto) est un parc de la section Vesala du quartier de Mellunkylä à Helsinki en Finlande.

## Présentation
En venant de la station de métro de Mellunmäki, on traverse la rue Länsimäentie par le pont Aarteenetsijänssilta. 
Le parc se trouve sur le côté gauche du pont, entre Aarteenetsijäntie et Aarteenetsijänkuja, et il est bordé par des immeubles d'habitation des années 1980. 
Au fond du parc en forme de vallée, serpente le ruisseau Mellunkylänpuro et son petit rapide.
Grâce au programme européen Urban II, la ville a décidé de faire un parc magnifique du XXIe siècle.
La végétation est dans l'esprit du jardinier urbain Bengt Schalin (fi), amoureux des plantes et un expérimentateur passionné, qui a travaillé entre 1946 et 1957.
Bengt Schalin a souligné la couleur des plantes à travers les couleurs des fleurs et les différentes nuances des feuilles. 
Un total plus de 6 000 plantes de 113 espèces égayent le parc.
Le parc au trésor a reçu le prix de la structure environnementale de l'année en 2008.

## Galerie

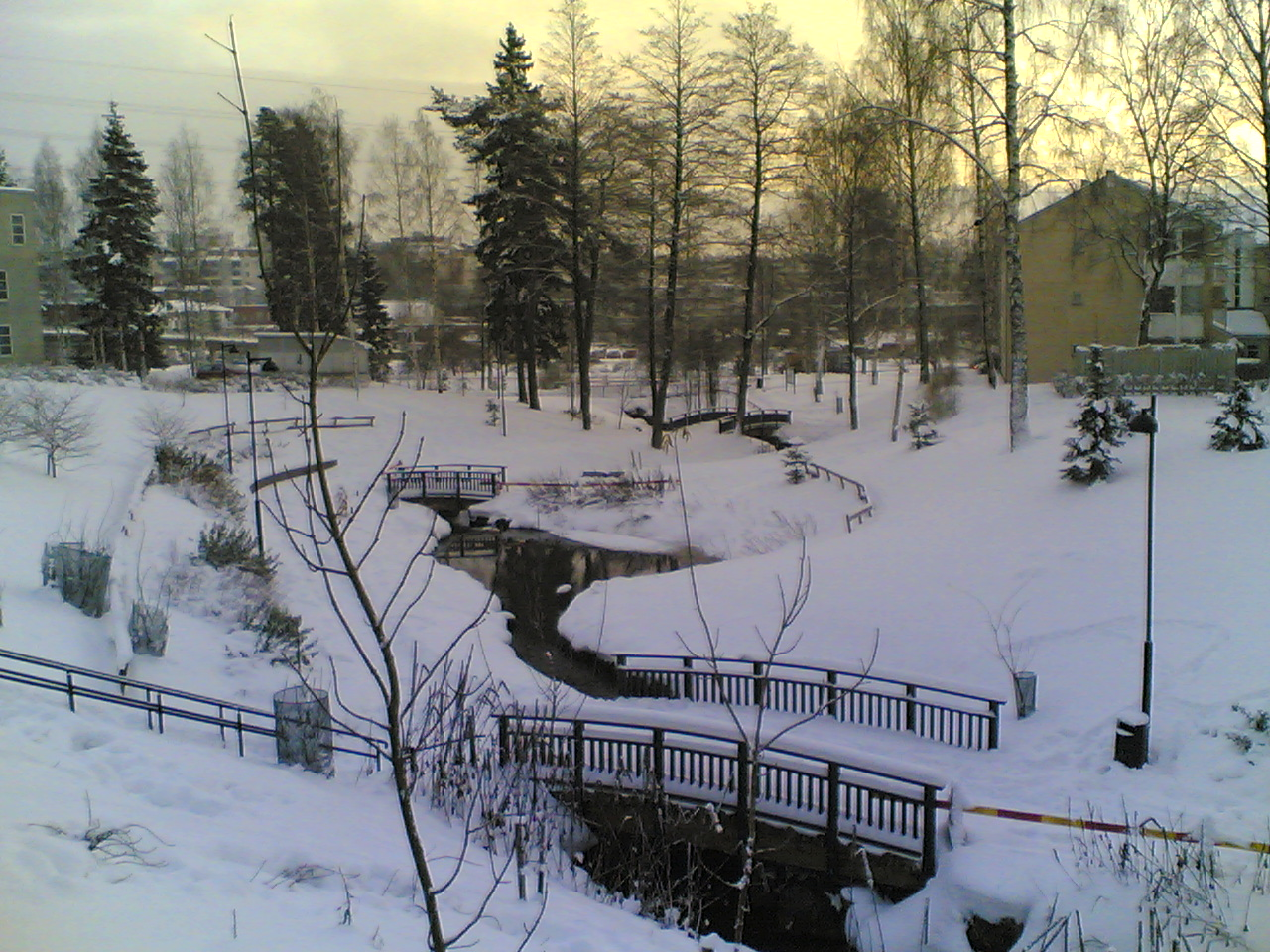
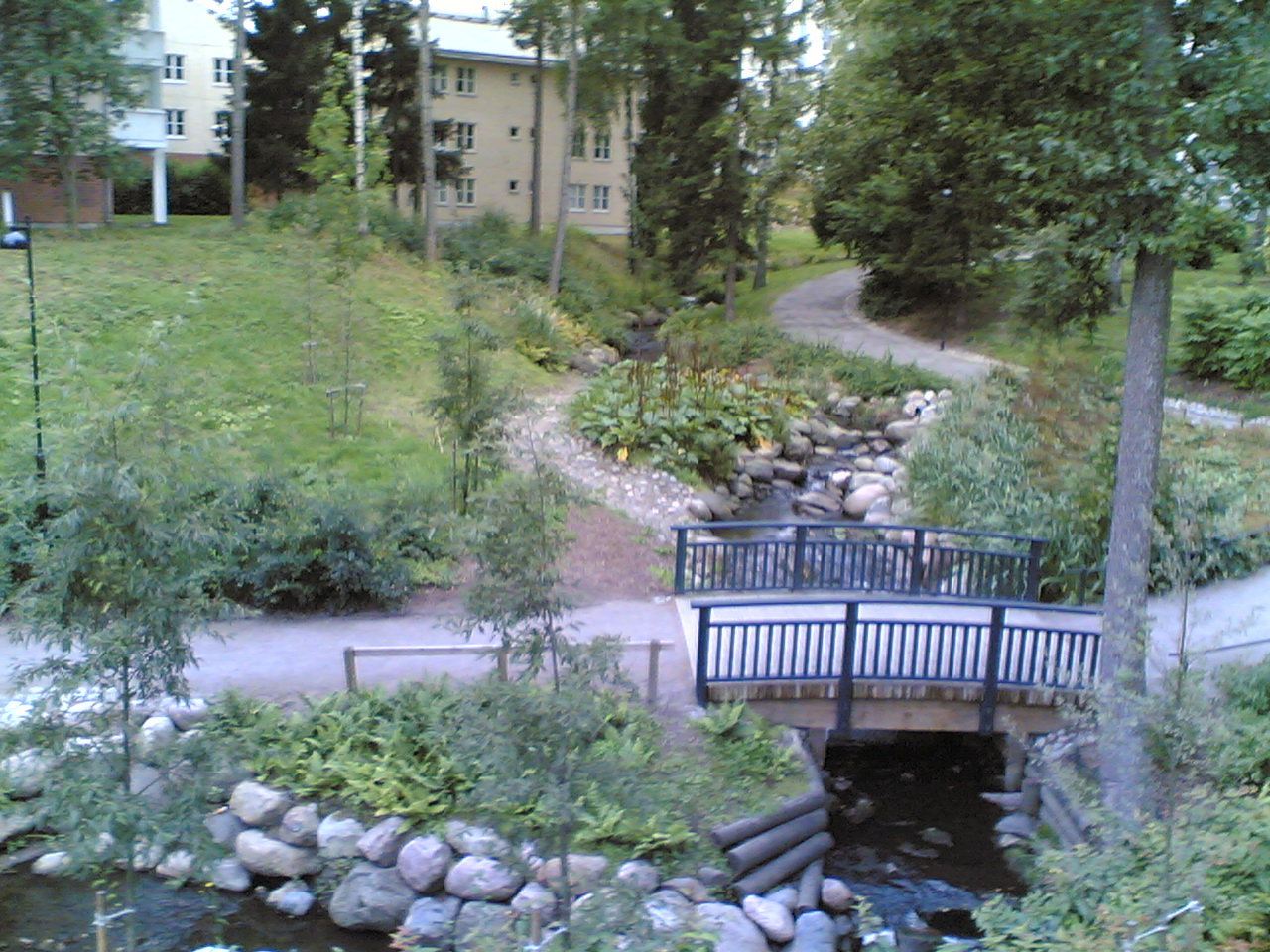
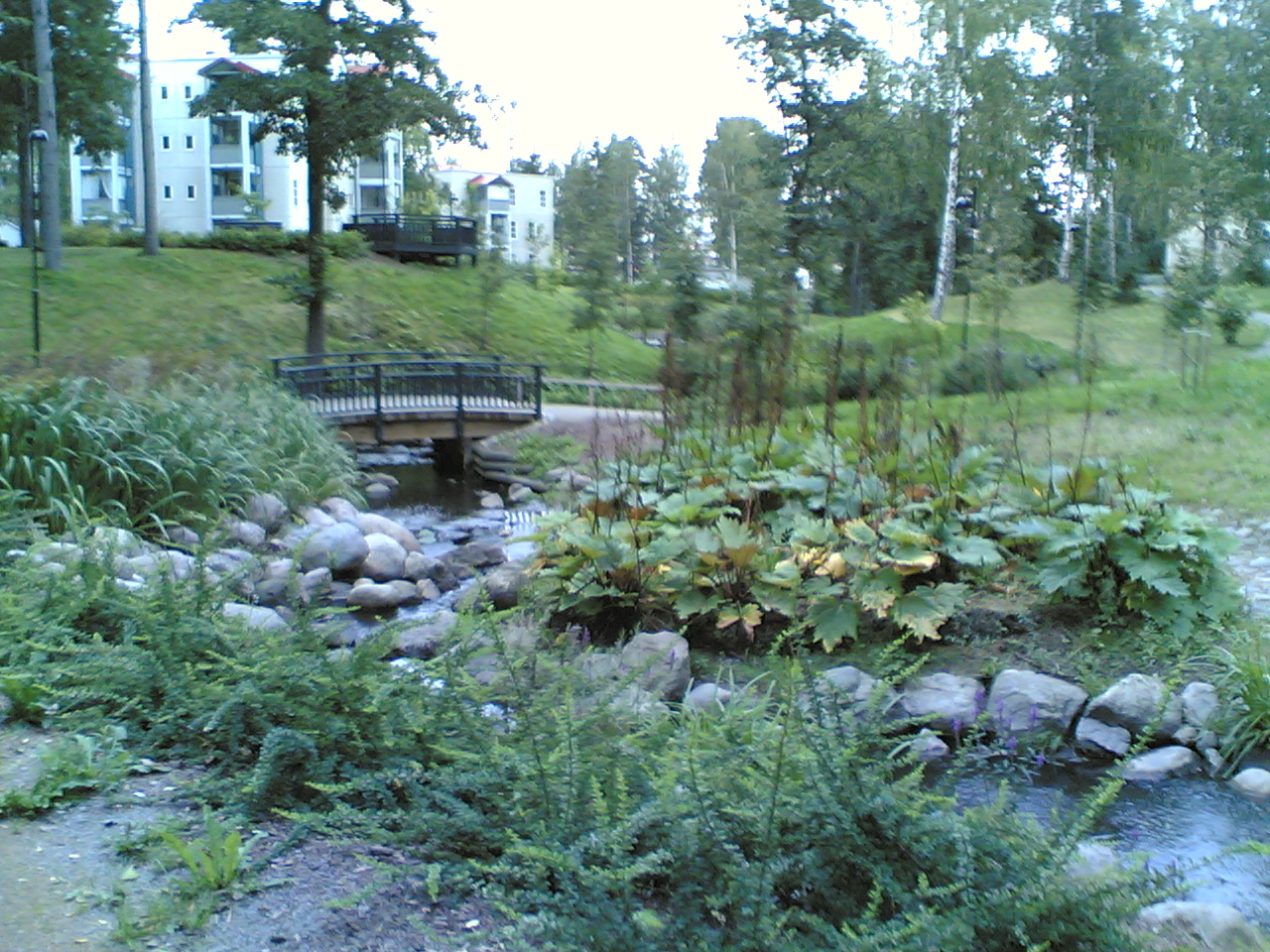
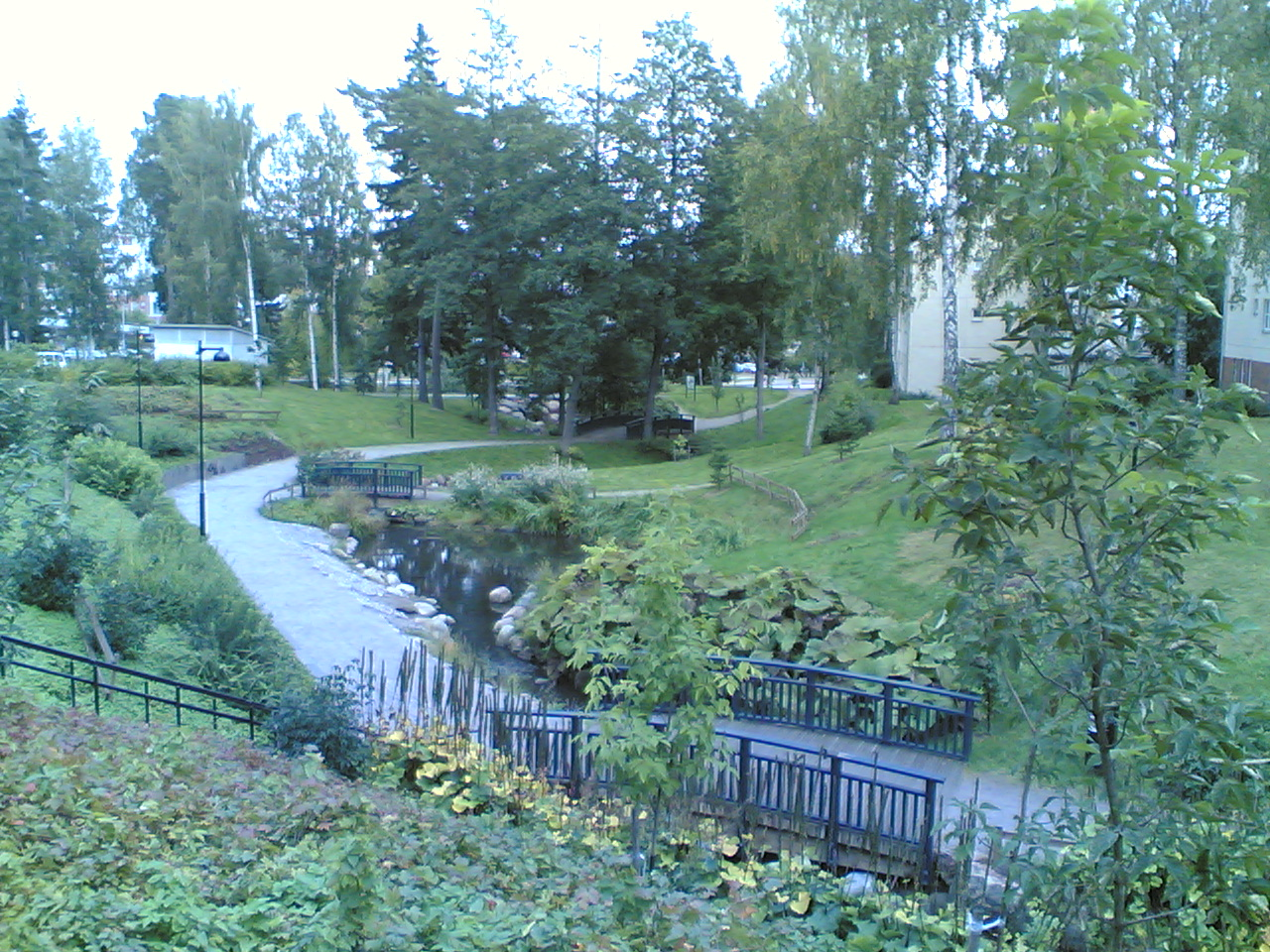
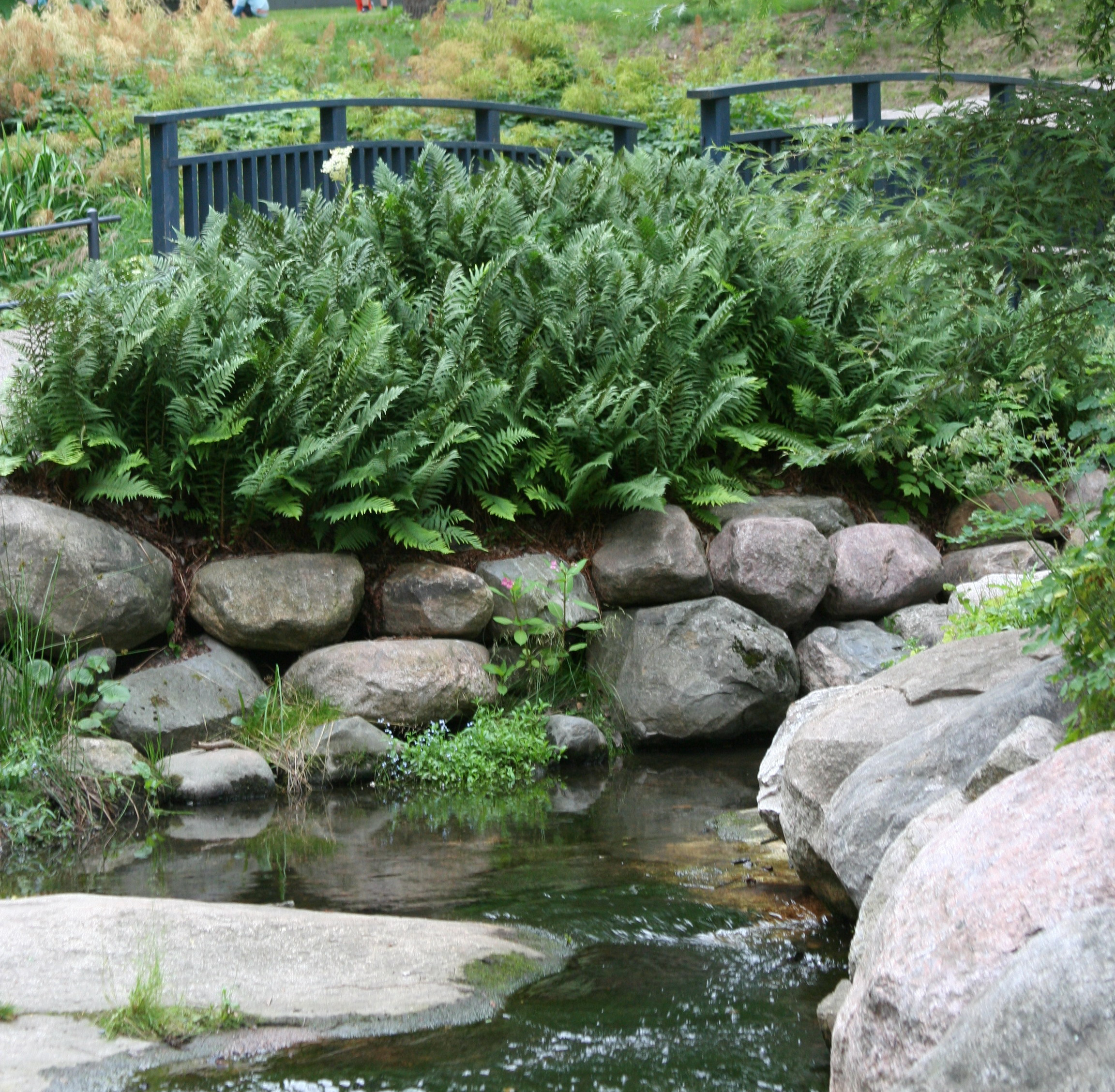